# چک ۱۵۱/پی
چک ۱۵۱/پی (به انگلیسی: Chak No 151/P) یک منطقهٔ مسکونی در پاکستان است که در ناحیه رحیم‌یارخان واقع شده‌است.